# Eric Shanteau
Eric Lee Shanteau (Snellville, 1º ottobre 1983) è un ex nuotatore statunitense.

## Palmarès
- Olimpiadi

Londra 2012: oro nella 4x100m misti.
- Mondiali

Roma 2009: oro nella 4x100m misti, argento nei 200m rana e bronzo nei 200m misti.
Shanghai 2011: oro nella 4x100m misti.
- Mondiali in vasca corta

Indianapolis 2004: bronzo nei 400m misti.
- Giochi PanPacifici

Irvine 2010: bronzo nei 200m rana.
- Universiadi

Daegu 2003: argento nei 400m misti.
Smirne 2005: oro nei 200m misti e nei 400m misti.